# Шверубович, Мария Вадимовна
Мария Вадимовна Шверубович (22 августа 1949 — 11 мая 2018) — советская и российская театральная актриса.
Мария Шверубович родилась в театральной династии. Её отец Вадим Шверубович был заведующим постановочной частью МХАТ, педагогом Школы-студии МХАТ, а дедушка и бабушка по отцу — знаменитые русские актёры Василий Качалов и Нина Литовцева.
Шверубович окончила Школу-студию МХАТ в 1970 году, работала актрисой московского театра «Современник». В её репертуаре такие спектакли, как «Двенадцатая ночь», «Погода на завтра», «С любимыми не расставайтесь», «Обратная связь», «Не стреляйте в белых лебедей», «Эшелон» и «Вечно живые». Также работала на радио.
Была замужем за советским и российским театроведом и педагогом, заслуженным деятелем искусств РСФСР, ректором Высшего театрального училища имени М. С. Щепкина, заместителем художественного руководителя Государственного академического Малого театра России и заведующим кафедрой истории театра России ГИТИС Борисом Николаевичем Любимовым (род. 1947).
Похоронена на Новодевичьем кладбище.
Дочь Марии Шверубович Ольга Любимова в январе 2020 года назначена министром культуры РФ.